# Chrosiothes fulvus
Chrosiothes fulvus är en spindelart som beskrevs av Yoshida, Tso och Lucia Liu Severinghaus 2000. Chrosiothes fulvus ingår i släktet Chrosiothes och familjen klotspindlar.
Artens utbredningsområde är Taiwan. Inga underarter finns listade i Catalogue of Life.